# Arthur Desmas
Arthur Desmas, né le 7 avril 1994 à Brest (Finistère), est un footballeur français qui évolue au poste de gardien de but.

## Biographie
Né à Brest, Desmas joue au football junior en faveur de Ploumoguer, avant de rejoindre le centre de formation du Stade brestois 29 à l'âge de 11 ans. Initialement joueur de champ, il passe au but en raison de sa taille supérieure à la moyenne. Au cours de ses dix ans à Brest, il représente la France au niveau des moins de 17 ans, et dispute plusieurs matchs du Championnat de France Amateur 2 (CFA2) avec l'équipe réserve du club entre 2012 et 2015.

### Chamois niortais
A la fin de la saison 2014-15, Arthur Desmas est sans proposition de la part de son club formateur et se voit proposer un essai par un club de Ligue 2, le Chamois niortais FC, qui est à la recherche d'un nouveau gardien, à la suite des départs de Rodolphe Roche et Lucas Bobe. La période d'essai s'avère réussie, et Desmas signe un contrat professionnel d'un an avec le club le 23 juin 2015. Au cours de sa première saison à Niort, Desmas est le gardien de troisième choix derrière Paul Delecroix et Saturnin Allagbé, et en tant que tel il évolue principalement au sein de l'équipe de réserve, réalisant 17 apparitions en CFA2. Il figure également à six occasions sur le banc des remplaçants de l'équipe première. À la fin de la saison, il se voit offrir une prolongation de contrat de deux ans.
À la suite de la vente de Paul Delecroix au FC Lorient à l'été 2016, Desmas se voit promu gardien de but de deuxième choix derrière Allagbé, avec la nouvelle signature d'Alexandre Bouchard qui prend la relève comme troisième choix. Desmas fait ses débuts en équipe senior pour Niort le 11 novembre 2016, lors d'une victoire 2-1 contre le Stade Montois, à l'occasion du septième tour de Coupe de France. Il continue à jouer dans chacun des cinq matchs de l'équipe de Coupe de France lors de la saison 2016-17, une course qui se termine au stade des huitièmes de finale de la compétition, avec une défaite à la maison 0-2 contre le champion de France, le Paris Saint-Germain, grâce aux buts de Javier Pastore et Edinson Cavani. Le 12 mai 2017, Desmas fait sa première apparition en Ligue 2, en étant sélectionné à la place d'Allagbé pour le dernier match à domicile de Niort contre Strasbourg.

### Rodez AF
Après trois saisons au Chamois niortais, il signe en faveur du Rodez AF,.

### Clermont Foot 63
Il signe le 1er juillet 2020 un contrat de trois ans en faveur du Clermont Foot 63. Il succède à Maxime Dupé dans les cages clermontoises, titulaire lors de la saison 2019-2020 mais prêté par le FC Nantes. Desmas débute titulaire lors de la première journée de championnat face au SM Caen (0-0). Il est exclu le 19 septembre face à Toulouse, sortant pour contrer une offensive toulousaine et touchant la cheville gauche de Brecht Dejaegere (4e journée, 0-0). Cas contact covid, il loupe une deuxième rencontre de Ligue 2 le 31 octobre face à Valenciennes (9e journée, victoire 1-3). Il disputera par la suite l'intégralité des rencontres de championnat, concluant la saison avec 36 titularisations. Cette saison 2020-2021 voit le Clermont Foot terminer deuxième de Ligue 2 et être promu en Ligue 1. 
Il dispute son premier match de Ligue 1 lors de la première journée de championnat face aux Girondins de Bordeaux (victoire 0-2). Fragilisé par le 6-0 encaissé à Rennes (7e journée) et quelques bévues, notamment face à Monaco (8e journée, défaite 1-3), son entraîneur, Pascal Gastien, le place sur le banc lors de la 14e journée de championnat, Ouparine Djoco lui étant préféré face à l'OGC Nice (défaite 1-2). Clermont est alors 15e et vient d'enchaîner 3 défaites, n'ayant connu qu'une seule fois la victoire sur ses onze dernières rencontres après ses deux succès inauguraux. Bien que Djoco soit auteur d'une faute de main face aux Niçois, il garde sa place dans les buts par la suite. Desmas retrouve les cages le 9 avril pour la réception du Paris SG qui se solde par une lourde défaite 1-6 (31e journée). La semaine suivante, face au FC Metz (1-1), il est victime d'un violent choc avec Boubakar Kouyaté lors d'un duel aérien et doit sortir sur protocole commotion cérébrale. Cet incident met un terme à sa saison. Desmas et Djoco n'ayant pas donné entière satisfaction sur l'exercice 2021-2022, le club mise sur Mory Diaw pour la saison 2022-2023.

### Le Havre AC
Un an avant la fin de son bail et à la suite de l'arrivée du portier franco-sénégalais, il prend la direction du Havre où il s'engage pour 3 ans. Il y retrouve la Ligue 2 et vient en tant que numéro 1 à la suite du départ de Yahia Fofana vers Angers, devant tout de même composer avec la concurrence de Mathieu Gorgelin. Il débute bien titulaire lors du lancement de la saison et enchaîne les rencontres jusqu'à une fracture du métatarse en janvier 2023. Entre mars et avril, il est indisponible plusieurs semaines, s'étant fracturé un doigt. Il conclut la saison avec 31 titularisations. Le Havre remporte le championnat et est promu en Ligue 1.
Il continue de garder les cages du club doyen en première division. Il réalise une saison 2023-2024 pleine, ne manquant qu'une rencontre de championnat, malade lors de la 23e. Les havrais se classent quinzième et valident leur maintien. Lors de la saison 2024-2025, après un début de saison laborieux où Le Havre tombe 17e du classement et ne compte que deux victoires pour 12 défaites entre la 4e et la 17e journée, Mathieu Gorgelin lui est préféré dans les bois. Ce dernier réalise une bonne prestation et Le Havre ramène un point de son déplacement au stade de Reims (18e journée, 1-1). Le staff lui accorde sa confiance pour la suite de la saison au détriment de Desmas, qui ne totalise que 18 titularisations sur cet exercice. Au terme de la saison et malgré un nouveau maintien acquis, Le Havre renouvelle ses deux gardiens, Gorgelin et Desmas arrivant en fins de contrat, remplacés par Mory Diaw et Lionel Mpasi.

## Statistiques
Le tableau ci-dessous retrace la carrière de Arthur Desmas depuis ses débuts :
| Saison                | Club                  | Championnat           | Championnat | Championnat | Coupe nationale | Coupe nationale | Coupe de la Ligue | Coupe de la Ligue | Total | Total |
| Saison                | Club                  | Division              | M.          | B.          | M.              | B.              | M.                | B.                | M.    | B.    |
| 2015-2016             | Chamois niortais      | Ligue 2               | -           | -           | -               | -               | -                 | -                 | 0     | 0     |
| 2016-2017             | Chamois niortais      | Ligue 2               | 1           | 0           | 5               | 0               | -                 | -                 | 6     | 0     |
| 2017-2018             | Chamois niortais      | Ligue 2               | 1           | 0           | -               | -               | 1                 | 0                 | 2     | 0     |
| Sous-total            | Sous-total            | Sous-total            | 2           | 0           | 5               | 0               | 1                 | 0                 | 8     | 0     |
| 2018-2019             | Rodez AF              | National              | 32          | 0           | 1               | 0               | -                 | -                 | 33    | 0     |
| 2019-2020             | Rodez AF              | Ligue 2               | 27          | 0           | -               | -               | 1                 | 0                 | 28    | 0     |
| Sous-total            | Sous-total            | Sous-total            | 59          | 0           | 1               | 0               | 1                 | 0                 | 61    | 0     |
| 2020-2021             | Clermont Foot 63      | Ligue 2               | 36          | 0           | -               | -               | -                 | -                 | 36    | 0     |
| 2021-2022             | Clermont Foot 63      | Ligue 1               | 15          | 0           | 2               | 0               | -                 | -                 | 17    | 0     |
| Sous-total            | Sous-total            | Sous-total            | 51          | 0           | 2               | 0               | 0                 | 0                 | 53    | 0     |
| 2022-2023             | Le Havre AC           | Ligue 2               | 31          | 0           | -               | -               | -                 | -                 | 31    | 0     |
| 2023-2024             | Le Havre AC           | Ligue 1               | 33          | 0           | -               | -               | -                 | -                 | 33    | 0     |
| 2024-2025             | Le Havre AC           | Ligue 1               | 18          | 0           | -               | -               | -                 | -                 | 18    | 0     |
| Sous-total            | Sous-total            | Sous-total            | 82          | 0           | -               | -               | -                 | -                 | 82    | 0     |
| Total sur la carrière | Total sur la carrière | Total sur la carrière | 194         | 0           | 8               | 0               | 2                 | 0                 | 204   | 0     |

## Palmarès
- Rodez AF
  - Champion de France de National en 2019

- Clermont Foot 63
  - Vice-champion de France de Ligue 2 en 2021

- Le Havre AC
  - Champion de France de Ligue 2 en 2023

## Distinctions personnelles
- Trophées UNFP du football 2023
  - Meilleur gardien de Ligue 2[14]
  - Membre de l'équipe type de Ligue 2[14]